# Narissa McPherson
Narissa McPherson (* 21. November 2006) ist eine guyanische Leichtathletin, die sich auf den Sprint spezialisiert hat.

## Sportliche Laufbahn
Erste Erfahrungen bei internationalen Meisterschaften sammelte Narissa McPherson im Jahr 2022, als sie bei den CARIFTA Games 2022 in Kingston in 55,39 s die Silbermedaille im 400-Meter-Lauf in der U17-Altersklasse gewann und über 800 Meter in 2:16,13 min den vierten Platz belegte. Im Jahr darauf schied sie bei den CARIFTA Games in Nassau mit 56,54 s im Vorlauf über 400 Meter aus und anschließend gewann sie bei den Commonwealth Youth Games in Port-of-Spain in 54,82 s die Bronzemedaille. Zudem verpasste sie im 800-Meter-Lauf mit 2:19,76 min den Finaleinzug und siegte in 3:22,07 min in der Mixed-Staffel über 4-mal 400 Meter. Bei den CARIFTA Games 2024 in St. George’s belegte sie in 54,72 s den fünften Platz über 400 Meter in der U20-Altersklasse und siegte in 3:23,51 min in der Mixed-Staffel. Im August verpasste sie bei den U20-Weltmeisterschaften in Lima mit 3:26,06 min den Finaleinzug in der Mixed-Staffel und schied über 400 Meter mit 54,67 s in der ersten Runde aus.
2022 wurde McPherson guyanische Meisterin im 400-Meter-Lauf sowie in der Mixed-Staffel.

## Persönliche Bestzeiten
- 400 Meter: 53,58 s, 22. Juni 2024 in Leonora
- 800 Meter: 2:16,13 min, 18. April 2022 in Kingston